# أنيت سوبروني
أنيت سوبروني (بالمجرية: Sopronyi Anett)‏ مواليد 27 نوفمبر 1986 في دبرتسن، هي لاعبة كرة يد مجرية. مثلت منتخب المجر لكرة اليد للسيدات.

## سجل المنافسة
شاركت في البطولات التالية:
- بطولة أوروبا لكرة اليد للسيدات 2008
- بطولة أوروبا لكرة اليد للسيدات 2010